# Chaloenus semipunctatus
Chaloenus semipunctatus es un coleóptero de la familia Chrysomelidae.
Fue descrita científicamente en 1899 por Jacoby.